# CS Emelec

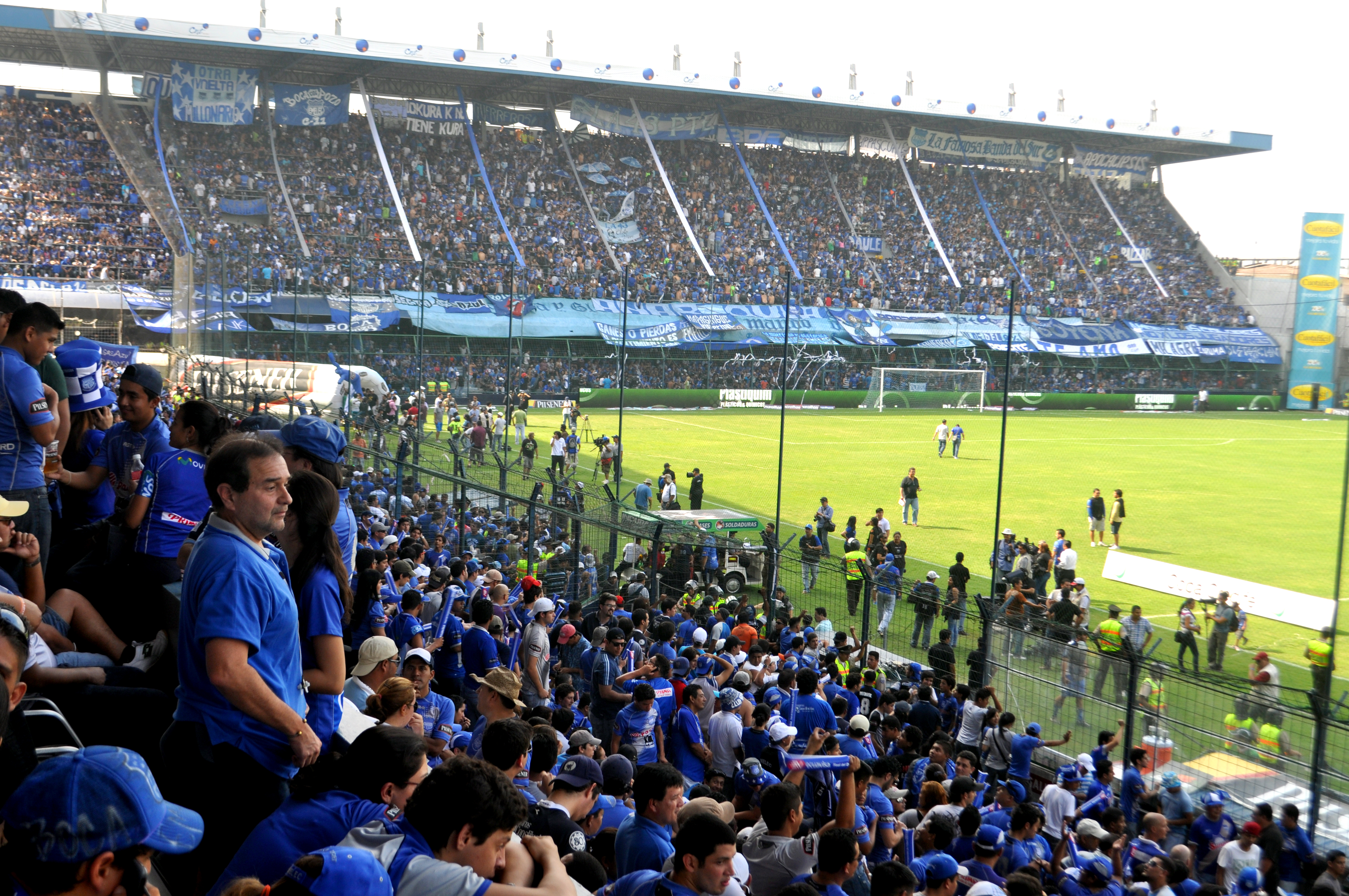
Estadio George Capwell

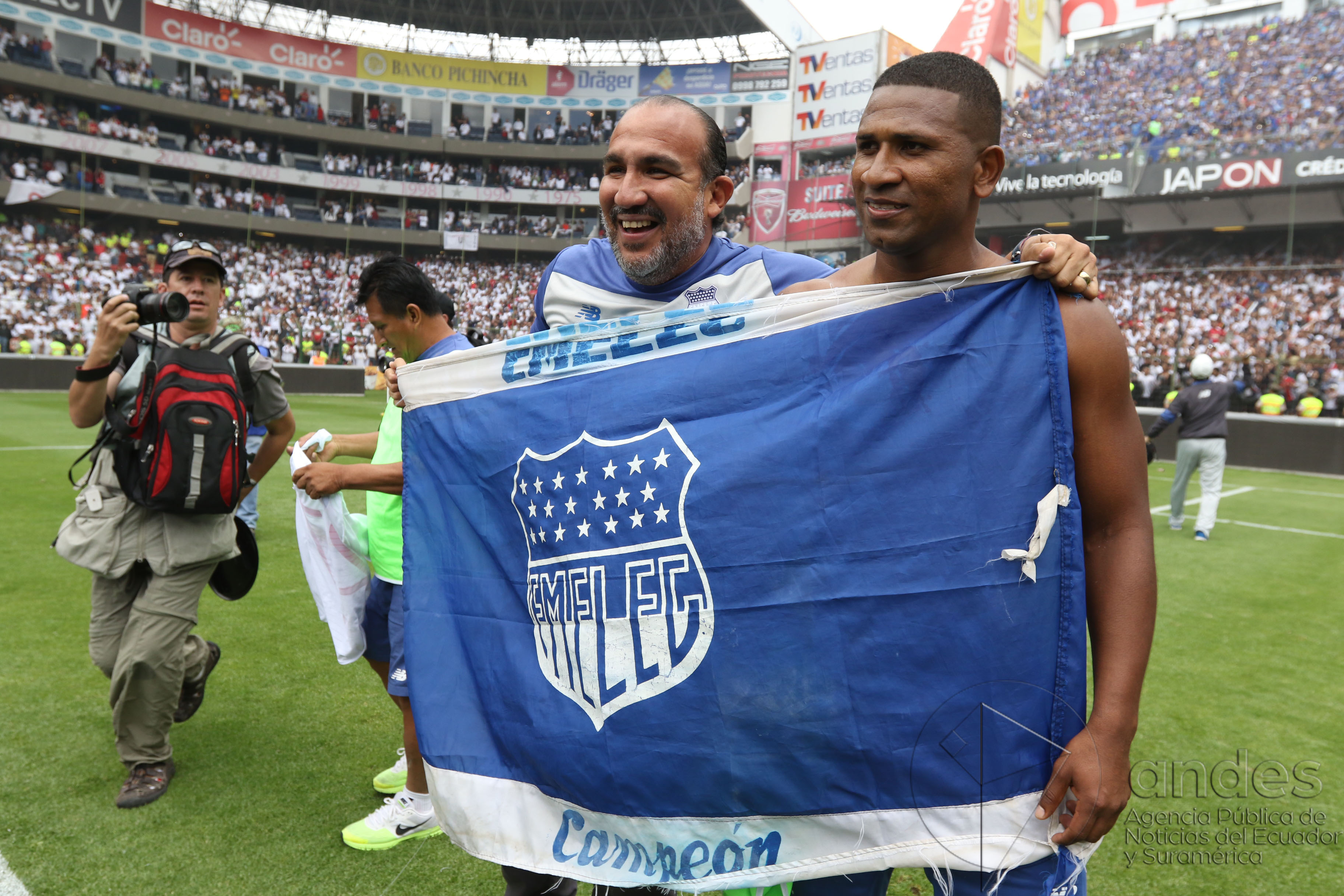
Logo CS Emelec na plachtě

CS Emelec (celým názvem Club Sport Emelec) je ekvádorský fotbalový klub z města Guayaquil. Byl založen v roce 1929, letopočet založení je i v klubovém logu. Je pojmenován podle ekvádorské energetické společnosti Empresa Eléctrica del Ecuador (zkratkou Emelec).
Svoje domácí utkání hraje na stadionu Estadio George Capwell s kapacitou cca 24 000 míst.

## Úspěchy
14× vítěz ekvádorské Serie A (1957, 1961, 1965, 1972, 1979, 1988, 1993, 1994, 2001, 2002, 2013, 2014, 2015, 2017)